# Leanid Sieczka
Leanid Nikanorawicz Sieczka (biał. Леанід Ніканоравіч Сечка, ros. Леонид Никанорович Сечко, Leonid Nikanorowicz Sieczko; ur. 1 stycznia 1948 w Kartyniczach) – białoruski biolog, pracownik oświaty i polityk lewicowy, w latach 1990–1996 deputowany do Rady Najwyższej Białoruskiej SRR / Rady Najwyższej Republiki Białorusi XII i XIII kadencji, w latach 1996–2000 deputowany do Izby Reprezentantów Republiki Białorusi I kadencji; do 1996 roku przewodniczący Partii Zgody Ludowej; kandydat nauk pedagogicznych (odpowiednik polskiego stopnia doktora).

## Życiorys

### Młodość i praca
Urodził się 1 stycznia 1948 roku we wsi Kartynicze, w rejonie lelczyckim obwodu homelskiego Białoruskiej SRR, ZSRR. W 1971 roku ukończył Homelski Uniwersytet Państwowy, uzyskując wykształcenie biologa. Uzyskał stopień kandydata nauk pedagogicznych (odpowiednik polskiego stopnia doktora), a w 1980 roku został docentem. Pracował jako dyrektor w Szkole Średniej w Liplanach w rejonie lelczyckim, prorektor Homelskiego Uniwersytetu Państwowego. Pełnił funkcję przewodniczącego Homelskiej Miejskiej Rady Deputowanych Ludowych. W 1995 roku był kierownikiem Głównego Urzędu Służby Kontroli Administracji Prezydenta Republiki Białorusi w obwodzie homelskim.

### Działalność parlamentarna
16 maja 1990 roku został deputowanym ludowym do Rady Najwyższej Białoruskiej SRR XII kadencji (od 19 września 1991 roku – Rady Najwyższej Republiki Białorusi). Pełnił w niej funkcję zastępcy przewodniczącego Stałej Komisji ds. Ekologii i Racjonalnego Wykorzystywania Zasobów Naturalnych.
W drugiej turze wyborów parlamentarnych 28 maja 1995 roku został wybrany na deputowanego do Rady Najwyższej XIII kadencji z Lelczyckiego Okręgu Wyborczego Nr 101. 9 stycznia 1996 roku został zaprzysiężony na deputowanego. Od 23 stycznia pełnił w Radzie Najwyższej funkcję członka Stałej Komisji ds. Budżetu, Podatków, Banków i Finansów. W Radzie był przywódcą frakcji socjaldemokratycznej „Związek Pracy”. Pełnił funkcję przewodniczącego Partii Zgody Ludowej (PZL). W 1995 roku był jednym z inicjatorów utworzenia Związku Socjaldemokratycznego, a w 1996 roku zjednoczenia PZL i Białoruskiej Socjaldemokratycznej Hramady w jedną partię o nazwie Białoruska Socjaldemokratyczna Partia (Ludowa Hramada) (BSdP (LH)). W czasie kryzysu konstytucyjnego jesienią 1996 roku stanął po stronie prezydenta Alaksandra Łukaszenki, za co został zmuszony do opuszczenia frakcji „Związek Pracy”. Poparł dokonaną przez prezydenta kontrowersyjną i częściowo nieuznaną międzynarodowo zmianę konstytucji. 27 listopada 1996 roku przestał uczestniczyć w pracach Rady Najwyższej i wszedł w skład utworzonej przez prezydenta Izby Reprezentantów Zgromadzenia Narodowego Republiki Białorusi I kadencji. Pełnił w niej funkcję członka Stałej Komisji ds. Budżetu i Finansów. Zgodnie z Konstytucją Białorusi z 1994 roku jego mandat deputowanego Rady Najwyższej formalnie zakończył się 9 stycznia 2000 roku; kolejne wybory do tego organu jednak nigdy się nie odbyły. Jego kadencja w Izbie Reprezentantów zakończyła się 21 listopada 2000 roku.
W 1997 roku został wykluczony z BSdP (LH) i rozpoczął pracę nad odnowieniem działalności Partii Zgody Ludowej. Jest prezesem Fundacji Wspierania Parlamentaryzmu.

## Życie prywatne
Leanid Sieczka jest żonaty. W 1995 roku mieszkał w Mińsku.